# Nazaj v prihodnost
Nazaj v prihodnost (izvirno angleško Back to the Future) je ameriški znanstvenofantastični film iz leta 1985. Režiral ga je Robert Zemeckis, ki je skupaj z Bobom Galeom napisal tudi scenarij. Michael J. Fox je nastopil v glavni vlogi najstnika Martyja McFlyja, ki odpotuje nazaj v leto 1955, kjer sreča svoje bodoče starše v srednji šoli in po naključju postane simpatija lastne matere. Christopher Lloyd se je predstavil v vlogi ekscentričnega znanstvenika dr. Emmetta »Doca« Browna, Martyjevega prijatelja, ki mu pomaga popraviti škodo v zgodovini in poskrbeti, da se starša zaljubita. Skupaj najdeta tudi način za vrnitev nazaj v leto 1985.
Zamisel za scenarij je dal Gale, ki je razmišljal o tem, ali bi se s svojim očetom spoprijateljil, če bi bila sošolca v srednji šoli. Različni filmski studii so scenarij zavrnili, do preobrata pa je prišlo z uspehom Zemeckisovega filma Lov za zelenim diamantom. Zemeckis je obiskal Stevena Spielberga, ki se je strinjal, da bo projekt pod okrilje vzela družba Amblin Entertainment, kot distributor pa so se pridružili še Universal Pictures. Prva izbira za glavno vlogo Martyja McFlyja je bil Fox, ki pa je bil takrat zaposlen s snemanjem televizijske serije Family Ties. Ker mu producenti ne bi dovolili, da igra v filmu, so za vlogo nato izbrali Erica Stoltza. Med snemanjem so Stoltz in filmski ustvarjalci ugotovili, da ni pravi za to vlogo. Tokrat jo je dobil Fox, ki je z dovoljenjem producentov serije dobil bolj fleksibilen urnik snemanja in je tako lahko obenem snemal tudi ta film.
Film je izšel 3. julija 1985 in je po svetu prinesel 381 milijonov dolarjev dobička, s čimer je postal film z najvišjimi prihodki leta 1985. Dobil je nagrado hugo za najboljšo dramsko predstavitev, nagrado Saturn za najboljši znanstvenofantastični film in oskarja za najboljše zvočne učinke. Ob tem je prejel še tri dodatne nominacije za oskarja, pet nominacij za nagrado BAFTA in štiri za zlati globus. Ameriški predsednik Ronald Reagan ga je celo omenil v svojem govoru v kongresu leta 1986. Leta 2007 ga je Kongresna knjižnica izbrala za hrambo v Narodnem filmskem registru. Junija 2008 ga je Ameriški filmski inštitut imenoval za 10. najboljši znanstvenofantastični film vseh časov. Film je predstavljal začetek franšize, saj sta mu sledila Nazaj v prihodnost 2 (1989) in Nazaj v prihodnost 3 (1990), posneli pa so tudi animirano televizijsko serijo, ustvarili tematski park, več video iger in muzikal.

## Zgodba
Najstnik Marty McFly je ambiciozen glasbenik iz Hill Valleya v Kaliforniji, ki hodi z Jennifer Parker. Njegovega nerodnega očeta Georgea v službi nadleguje njegov šef Biff Tannen. Mama Lorraine ima probleme s prekomerno telesno težo, depresijo in alkoholizmom. Lorraine ni navdušena nad Jennifer in se nekega dne ob skupni večerji spomni dneva, ko je spoznala Georgea.
26. oktobra 1985 v zgodnjih jutranjih urah na parkirišču nakupovalnega centra Marty sreča znanstvenika dr. Emmetta »Doca« Browna. Doc mu pokaže svoj izdelan časovni stroj – preurejeno vozilo DeLorean, ki ga poganja plutonij. Tega je ukradel libijskim teroristom. Demonstrira mu časovni navigacijski sistem, ki ga nastavi na 5. november 1955, to je na dan, ko je izumil potovanje skozi čas. Nekaj trenutkov pozneje pridejo teroristi in Doca ustrelijo. Marty pobegne z avtomobilom, ob tem pa nenamerno aktivira časovni stroj in se znajde v letu 1955 brez dovoljšnje količine plutonija za vrnitev.
Tam Marty sreča najstnika Georgea, svojega očeta, ki ga nadleguje njegov sošolec Biff. Marty reši Georgea, ki ga skoraj zbije avtomobil, in namesto Georgea avtomobil zadene njega. Ko se prebudi, ob sebi zagleda Lorraine, svojo mamo, ki se zaljubi vanj. Marty jo zapusti in poišče mlajšega Doca, da bi mu pomagal pri vrnitvi v leto 1985. Ta mu razloži, da nima plutonija in je edini vir, ki lahko proizvede potrebnih 1,21 gigavatov električne energije za časovni stroj, strela. Marty pokaže Docu letak iz prihodnosti, kjer je napovedan udar strele v mestno sodišče prihajajočo soboto zvečer. Doc mu naroči, naj ne zapušča hiše ali komunicira s komerkoli, saj bi lahko nenamerno spremenil potek zgodovine, s tem pa tudi prihodnost. Ravno zaradi tega Doc ne želi upoštevati Martyjevih opozoril o smrti leta 1985. Marty se zave, da je preprečil staršem prvo srečanje. Doc opozori Martyja, da bo izbrisan iz obstoja, če ne najde načina, kako bi se George in Lorraine spoznala in zaljubila. Doc dela na načrtu, kako bi izkoristil moč strele, Marty pa se posveti svojima staršema, vendar mu težave poleg njiju samih povzroča tudi Biff.
Lorraine povabi Martyja na prihajajoči šolski ples, zato Marty pripravi načrt, kako bi jo spoznal z Georgeom. Načrt se izjalovi, saj se vmeša pijan Biff in nadleguje Lorraine. George pride, da bi jo rešil pred Martyjem, vendar tam najde Biffa, zato jo reši pred njim in si s tem pridobi njene simpatije. Skupaj odideta na ples, kjer se poljubita in zaljubita. Marty medtem igra skupaj z bendom. Zadovoljen, da si je zagotovil svoj obstoj, odide s plesa in poišče Doca.
Ko pride nevihta, Marty in Doc uresničita načrt s strelo. Marty se vrne v oktober 1985, kjer ugotovi, da je Doc poslušal njegova opozorila izpred 30-ih let in si nadel neprebojni jopič, ki mu je rešil življenje. Doc odpelje Martyja domov, sam pa se odpravi v leto 2015.
Naslednje jutro se Marty prebudi in ugotovi, da se je njegova družina spremenila. Oče George je postal samozavesten uspešen pisatelj, mama Lorraine je srečna in ni več debela, brat David je uspešen poslovnež, sestra Linda pa dela v butiku. Biff se sedaj ukvarja s čiščenjem in popravilom avtomobilov in uboga vse, kar mu naroči George. Ko se Marty ponovno združi z Jennifer, se pojavi Doc v DeLoreanu, oblečen v obleko iz prihodnosti. Pove jima, da so se v letu 2015 pojavile težave z njunimi bodočimi otroki. Vsi trije sedejo v DeLoreana in izginejo v prihodnost, pri čemer Biff gleda njihov odhod.

## Igralska zasedba
- Michael J. Fox kot Marty McFly
- Christopher Lloyd kot dr. Emmett »Doc« Brown
- Lea Thompson kot Lorraine Baines-McFly
- Crispin Glover kot George McFly
- Thomas F. Wilson kot Biff Tannen
- Claudia Wells kot Jennifer Parker
- James Tolkan kot gospod Strickland
- Marc McClure kot Dave McFly
- Wendie Jo Sperber kot Linda McFly

## Produkcija

### Razvoj
Producent Bob Gale je idejo za film zasnoval po izidu prejšnjega filmskega projekta z Zemeckisom Used Cars. Obiskal je svoje starše v St. Louisu v Missouriju. V kleti domače hiše je našel očetovo letno knjigo iz zadnjega letnika srednje šole in ugotovil, da je bil njegov oče predsednik razreda. Gale se je spomnil na predsednika svojega razreda, s katerim ni imel ničesar skupnega in zato tudi ne stikov. Vprašal se je, ali bi bil prijatelj s svojim očetom, če bi skupaj hodila v srednjo šolo. Ob vrnitvi v Kalifornijo je svojo novo idejo predstavil Robertu Zemeckisu. Ta je kasneje razmišljal o materi, ki je trdila, v šoli ni nikoli poljubila dečka, čeprav v resnici ni bila tako sramežljiva. Projekt sta predstavila družbi Columbia Pictures in naredila pogodbo za razvoj scenarija do septembra 1980.
Zemeckis in Gale sta povedala, da sta zgodbo postavila v leto 1955, ker sta do te letnice prišla s preračunavanjem, kdaj so bili starši 17-letnika stari toliko, kot on sedaj. Hkrati to leto sovpada z vzponom mladostnikov kot pomembnega kulturnega elementa, rojstvom rock and rolla in širitvijo predmestja, kar je dalo zgodbi dodaten pečat. V zgodnjem scenariju sta si časovni stroj zamislila kot hladilnik, za katerega bi moral uporabnik uporabiti moč jedrske eksplozije na testnem območju Nevade, da bi se lahko vrnil domov. Zemeckis je bil zaskrbljen, da bi se zaradi tega filma otroci zapirali v hladilnike, zato se je odločil za bolj mobilen časovni stroj. Izbrala sta model DeLorean DMC-12. Ustvarjalca sta imela težave tudi z ustvarjanjem prepričljivega prijateljstva med Martyjem in Docom in razrešitvijo ojdipovega kompleksa Martyja v odnosu do njegove matere, kar sta rešila s stavkom: »Podobno je poljubljanju lastnega brata.« Biffa Tannena sta poimenovala po studijskemu sodelavcu Nedu Tanenu, ki se je do njiju obnašal nesramno med ustvarjanjem filma I Wanna Hold Your Hand. Gale je pozneje priznal, da je Biffov karakter delno temeljil tudi na Donaldu Trumpu.
Prvi osnutek za film je bil končan februarja 1981 in predstavljen studiu Columbia, ki je film dala na čakanje. »Menili so, da je to res lep, srčkan, topel film, vendar premalo seksualen,« je povedal Gale. »Predlagali so, da ga ponudimo Disneyu, vendar smo se odločili počakati, da bi videli, ali ga bo želel kateri izmed večjih studiev.« Vsi večji filmski studii so zavrnili scenarij za obdobje štirih let, v tem času pa je film dobil že dva nova popravljena osnutka. V zgodnjih osemdesetih letih so bile popularne najstniške komedije (kot sta Fast Times at Ridgemont High in Porky's), ki so bile namenjene odraslim, zato so scenarij zavrnili z obrazložitvijo, da je preveč lahkoten. Gale in Zemeckis sta nato scenarij končno prestavila studiu Disney, kjer pa sta bila zavrnjena, saj zgodba o materi, ki se zaljubi v svojega sina, po njihovem ni bila primerna za družinski film pod Disneyevim imenom.
Gale in Zemeckis sta se nato skušala povezati s Stevenom Spielbergom, ki je režiral filma Used Cars in I Wanna Hold Your Hand, ki sta prinesla dober zaslužek. Spielbergu je bil scenarij všeč, vendar pa je bil med razvojem projekta začasno izključen, saj si scenarista nista želela pridobiti slovesa dveh ustvarjalcev, ki lahko dobita delo samo v primeru, da se združita s Spielbergom. Zemeckis se je zato odločil, da bo najprej dokončal projekt Lov za zelenim diamantom, ki ga je režiral. Film je bil zelo uspešen, zato mu je dal zagona za projekt Nazaj v prihodnost. Spielberg je soglašal, da je produkcijo prevzelo njegovo podjetje Amblin Entertainment, skupaj s Kathleen Kennedy in Frankom Marshallom pa je sodeloval kot izvršni producent.
Scenarij je ostal pri Columbii, dokler niso bili rešeni pravni problemi. Studio naj bi začel snemati komični remake filma Dvojno zavarovanje z naslovom Big Trouble. Columbiina pravna služba je ugotovila, da je scenarij novega filma preveč podoben izvirniku, zato so potrebovali dovoljenje lastnikov prvega filma, to pa so bili Universal Pictures. Za pridobitev dokumentov so poklicali Franka Pricea iz Universal Pictures, ki je pred tem kot izvršni direktor delal pri Columbii. Dogovorili so se, da Universal Pictures izdajo licenco za Double Indemnity v zameno za scenarij in pravice za Nazaj v prihodnost.
Izvršni direktor Sidney Sheinberg je predlagal nekaj popravkov scenarija, med drugim spremembo imena Martyjeve mame iz Meg v Lorraine (njegova žena je bila namreč igralka Lorraine Gary), Profesor Brown je postal Doc Brown, ki je namesto šimpanza kot hišnega ljubljenčka imel psa. Sheinberg je imel še nekaj predlogov, ki jih niso upoštevali. Želel je, da bi film nosil naslov Spaceman s Plutona, saj je bil prepričan, da noben uspešen film ni imel prihodnosti v naslovu. Predlagal je, da bi se Marty predstavil kot Darth Vader s planeta Pluton (namesto planeta Vulkan) in da bi bil oblečen v nezemljana. Zaskrbljen Zemeckis je prosil za pomoč Spielberga. Ta je na Sheinberga naslovil dopis, v katerem ga je prepričal, da menijo, da je njegov naslov šala, zato je umaknil te ideje. Originalna ideja je bila, da bi dogajanje potekalo na več krajih, vendar so ga zaradi varčevanja omejili na Hill Valley, kjer je veliko vlogo igrala mestna ura. Spielberg je v svojem filmu Indiana Jones in kraljestvo Kristalne lobanje iz leta 2008 uporabil nekatere elemente kraja iz tega filma.

### Priprava
Michael J. Fox je bil prva izbira za vlogo Martyja McFlyja, vendar je bil zavezan k snemanju serije Family Ties. Producent te serije Gary David Goldberg je menil, da je Fox bistven za uspeh. Soigralka Meredith Baxter je bila na porodniškem dopustu in Goldberg je zavrnil izdajo dovoljenja Foxu za snemanje filma Nazaj v prihodnost. Izid filma je bil prvotno načrtovan za maj 1985. Šele konec leta 1984 je bilo sporočeno, da Fox ne bo mogel igrati. Zemeckisovi naslednji izbiri sta bila C. Thomas Howell in Eric Stoltz. Slednji je producente navdušil s svojo vlogo Roya L. Dennisa v filmu Mask, ki je bil tik pred izidom, zato so ga izbrali za Martyja. Zaradi zahtevne priprave filma je bil datum izida dvakrat zamaknjen.
Po štirih tednih snemanja je Zemeckis ugotovil, da Stoltz ni prava izbira. Čeprav sta s Spielbergom vedela, da bo ponovno snemanje dodalo še 3 milijone v proračun, ki je že znašal 14 milijonov dolarjev, sta se odločila za ta korak. Spielberg je pojasnil, da je Zemeckis menil, da Stoltz ni dovolj komičen in da njegova igra nasploh ni dovolj dobra. Gale je nadalje pojasnil, da Stoltz preprosto le igra vlogo, medtem ko je sam Fox imel osebnost kot Marty McFly. Stoltzu naj bi se bilo tudi neprijetno voziti z rolkami, s čimer pa Fox ni imel problemov. Stoltz je sam med telefonskim klicem dva tedna po začetku snemanja režiserju Petru Bogdanovichu priznal, da ni prepričan, da je pravi človek za to vlogo.
Foxov program snemanja je bil ponovno aktualen januarja 1985, ko se je Baxterjeva po nosečnosti vrnila na snemanje serije Family Ties. Ustvarjalci filma so se ponovno srečali z Goldbergom in z njim sklenili dogovor, po katerem je Fox dobil dovoljenje za snemanje, pri čemer mu je prioriteta ostala serija. Fox je bil navdušen nad scenarijem in nad lepim odnosom Zemeckisa in Galea do Stoltza pri zamenjavi. Per Welinder in Bob Schmelzer sta mu pomagala pri prizorih z rolkami. Fox je v Martyju videl sebe, saj je tudi sam v srednji šoli veliko vozil rolko, osvajal dekleta in igral v bendu, saj je sanjal, da bi postal rock zvezda.
Christopher Lloyd je dobil vlogo Doca Browna potem, ko je bilo jasno, da prva izbira, John Lithgow, ni na voljo. Predlagal ga je producent Neil Canton, ki je z njim sodeloval pri filmu The Adventures of Buckaroo Banzai iz leta 1984. Lloyd je vlogo najprej zavrnil, vendar si je premislil po branju scenarija in vztrajanju njegove žene. V nekaterih prizorih je improviziral, navdahnjen z Albertom Einsteinom in dirigentom Leopoldom Stokowskim. Brown je izgovarjal besedo ''gigavati'' kot ''jigavati'', kakor jo je tudi fizik, ki je pomagal Zemeckisu in Galeu pri izdelavi scenarija. Obe izgovorjavi sta sicer sprejemljivi, vendar je bolj pravilna prva. Ustvarjalci so morali paziti, da se ni preveč opazila velika razlika v višini med Docom in Martyjem. Lloyd je bil namreč z 185 cm precej višji od Foxa, ki je meril le 165 cm.
Georgea McFlyja je odigral Crispin Glover. Zemeckis je pozneje povedal, da je Glover veliko Georgeovih nerodnih gibov improviziral, med drugim tudi tresenje rok. Režiser se je pošalil, da ga je izbral za to vlogo, ker je njegova lastna interpretacija značaja lika zajemala okoli petdeset odstotkov vsega časa. Zaradi pogodbenega nesoglasja je Gloverja za nadaljevanji zamenjal Jeffrey Weissman.
Lea Thompson je bila izbrana za Lorraine McFly, ker je skupaj s Stoltzom nastopila v filmu The Wild Life in so jo ustvarjalci takrat opazili. Ličenje za prizore na začetku filma, ki se dogaja v letu 1985, je ustvarjalcem vzelo tri ure in pol.
Thomas F. Wilson je bil določen za Biffa Tannena, potem ko so ustvarjalci menili, da prvotna izbira J. J. Cohen ni dovolj fizično močan, da bi igral človeka, ki nadleguje Stoltza. Cohenu so zato namenili vlogo Skinheada, enega izmed Biffovih pajdašev. Če bi bil Fox na snemanju že od vsega začetka, bi verjetno Cohen ostal v vlogi Tannena, saj je bil dovolj višji od Foxa.
Vlogo Martyjevega dekleta Jennifer so najprej dali Melorini Hardin. Po zamenjavi Stoltza s Foxom so zamenjali tudi njo, saj je bila preveč visoka za Foxa. Do preobrata je prišlo še preden je Hardinova posnela kakršnokoli sceno. Nadomestila jo je Claudia Wells, v igri za vlogo pa je bila nekaj časa tudi Jill Schoelen.

### Snemanje
Po Stoltzovem odhodu je imel Fox zgoščen urnik snemanja. Med tednom je čez dan snemal serijo Family Ties, med 18.30 in 2.30 pa film Nazaj v prihodnost. Vsako noč je povprečno spal pet ur. Ob petkih je snemal med 22.00 in šesto ali sedmo uro zjutraj, ob vikendih pa zunanje prizore, saj je bil takrat na voljo podnevi. Foxa je takšno delo izčrpalo, vendar je sam povedal: »Sanjal sem, da bi bil prisoten v filmskem in televizijskem poslu, vendar nisem vedel, da bom v njih sočasno. Bilo je čudno.« Tudi Zemeckis se je strinjal, da je bilo snemanje zelo naporno. Zaradi nočnih snemanj je vedno napol spal in povedal: »Bil sem najbolj utrujen in bolan, kar sem kdaj bil.«
Mestne prizore Hill Valleyja so posneli na trgu Courthouse Square na posestvu družbe Universal Studios. Gale je pojasnil, da bi bilo nemogoče snemati v pravem mestu, saj nobeno ne bi dovolilo, da bi ga filmska ekipa preoblikovala v podobo iz 50-ih let. Filmski ustvarjalci so se odločili, da bodo najprej posneli vse kadre iz 50-ih let, kjer je mesto zelo lepo, nato pa še kadre v grdem mestu iz 80-ih let. Notranjost Docove hiše so posneli v hiši Roberta R. Blackerja, za zunanjost pa so uporabili Gamblovo hišo. Zunanjo podobo centra Twin Pines Mall iz 50-ih let oziroma Lone Pine Mall iz 80-ih let je dal Puente Hills Mall v centru industrije v Kaliforniji. Zunanje in nekatere notranje prizore na srednji šoli Hill Valley so posneli na šoli Whittier High School v Whittierju v Kaliforniji. Preizkus za Bitko bendov je bil posnet v rekreacijskem centru McCambridge Park v Burbanku, ples Enchantment Under the Sea pa v gimnaziji Združene metodistične cerkve v Hollywoodu. Prizori pred hišo Bainesovih leta 1955 so bili posneti na Bushnell Avenue v South Pasadeni v Kaliforniji.
Snemanje so po 100 dneh zaključili 20. aprila 1985. Izid pa je bil predviden nekje med majem in avgustom. Po zelo pozitivnem odzivu na preizkusnem predvajanju (Frank Marshall je dejal: »Nikoli nisem videl takšnega predogleda, občinstvo je bilo navdušeno.«) se je Sheinberg odločil, da bo film izšel 3. julija. Da bi bil film do takrat pripravljen, sta bila za montažo slike dodeljena dva urednika, in sicer Arthur Schmidt in Harry Keramidas. Z montažo zvoka se je 24 ur na dan ukvarjalo več urednikov. Osem minut filma je bilo v tem delu izrezanega, vključno s prizori, ko Marty opazuje mamo med goljufanjem na izpitu, George se zatakne v telefonski kabini pred reševanjem Lorraine in Martyjevo oponašanje Dartha Vaderja. Zemeckis je nameraval izrezati prizor s pesmijo Johnny B. Goode, ker je menil, da ne doprinese ničesar k zgodbi, vendar je bil gledalcem predogleda všeč, zato ga je pustil. Podjetje Industrial Light & Magic je ustvarilo 32 posnetkov filma s posebnimi efekti, ki pa Zemeckisa in Galea niso zadovoljili vse do zadnjih popravkov teden dni pred izidom. Z efekti ob potovanju skozi čas in strele, ki udari v uro na stolpu, se je ukvarjal Wes Takahashi, ki je sodeloval tudi pri obeh nadaljevanjih skupaj z drugimi sodelavci iz podjetja ILM.

### Glasba
Alan Silvestri je sodeloval z Zemeckisom pri filmu Lov za zelenim diamantom, vendar Spielbergu glasba tega filma ni bila všeč. Zemeckis je Silvestriju svetoval, naj ustvari čim bolj veličastne in epske skladbe, čeprav bo šlo za manjši film, da bo naredil vtis na Spielberga. Silvestri je začel s snemanjem skladb dva tedna pred predogledom. Predlagal je tudi, da bi glavno temo ustvarila skupina Huey Lewis and the News. Njihov prvi poskus je zavrnila družba Universal. Nato so posneli skladbo The Power of Love, ki je bila ustvarjalcem všeč, vendar so bili razočarani, da vsebinsko ni bila povezana z naslovom filma, zato so morali pošiljati pripombe na radijske postaje, da bi zmeraj omenili njeno povezavo s filmom. Na koncu so v filmu uporabili skladbo Back in Time, ki se je pojavila med prizorom, ko se Marty zbudi po vrnitvi v leto 1985 in tudi kot odjavna špica.
Čeprav v filmu deluje, da Fox dejansko igra kitaro, je glasbeni urednik Bones Howe najel hollywoodskega učitelja kitare in glasbenika Paula Hansona, da je Foxa naučil simuliranja igranja celotne skladbe, vključno z igranjem nad glavo, da bi izpadlo čim bolj realistično. Fox je igral in pel na posnetek pesmi Johnny B. Goode, ki sta ga posnela vokalist Mark Campbell (iz skupine Jack Mack and the Heart Attack) in kitarist solist Tim May.
Prvotni album s skladbami iz filma iz leta 1985 je vključeval samo dve skladbi, ki ju je zanj skomponiral Silvestri, obe skladbi skupine Huey Lewis and the News, pesem, ki jo je v filmu izvajal izmišljen bend Marvin Berry and The Starlighters (in Marty McFly) in eno skladbo iz petdesetih let ter dve pop pesmi, ki se zelo na kratko slišijo v ozadju filma. 24. novembra 2009 je založba Intrada Records izdala komplet dveh CD-jev s celotnim seznamom uporabljenih pesmi v omejeni nakladi.

## Izid
Film so prvič predvajali 3. julija 1985 na 1200 zaslonih v Severni Ameriki. Zemeckis je bil zaskrbljen, da film ne bo uspešen, saj je moral Fox v Londonu snemati serijo Family Ties in ni imel časa za promocijo filma. Gale je bil nezadovoljen, da je Universal Pictures film oglaševal s pripisom »Ali mi pravite, da sem mami močno seksualno privlačen?«
Ko je film leta 1986 izšel na kaseti, je Universal na koncu dodal pripis »Se nadaljuje ...«, s čimer je izdal, da pripravljajo drugi del. Ta pripis so leta 2002 ob izdaji na Blu-rayu in DVD-ju izpustili.
Oktobra 2010 so v počastitev 25-letnice prvega filma franšize tega digitalno obnovili in ga izdali v ZDA, Veliki Britaniji in Italiji. Izid je sovpadel tudi z izdajo vseh treh delov na Blu-rayu pri Universal Discount Home Entertainment.
21. oktobra 2015, na datum, ki je omenjen tudi v drugem delu, so v nekaterih kinodvoranah po ZDA v enem dnevu predvajali celotno trilogijo ob praznovanju 30-letnice filma. V Sloveniji kinotečnih kopij filma ni, zato prikazovanje originalne različice v Kinoteki ni bilo mogoče, digitalno različico prvih dveh filmov pa so na ta dan priložnostno predvajali v kinematografih Tuš.

## Izid v Sloveniji
Film se je v Slovenji predvajal pod naslovom Vrnitev v prihodnost. Predpremiera je bila v sklopu predstavitve filmov, ki so bili prikazani na beograjskem festivalu Fest - Post-Fest(um) 23. februarja 1986 v kinu Union in 28. in 29. maja 1986 v okviru Filmske hit parade v Kinu Šiška. Premierno redno prikazovanje se je pričelo 22. septembra 1986 v mariborskem kinu Partizan, redno prikazovanje v Ljubljani pa 4. marca 1987 v kinu Union.

## Sprejem

### Zaslužek
Film Nazaj v prihodnost je bil 11 tednov na lestvici najbolj gledanih filmov na prvem mestu. Gale se je spominjal: »Naš drugi vikend je bil uspešnejši od prvega, kar kaže na to, da se je veliko govorilo o filmu. Film National Lampoon's European Vacation, ki je izšel avgusta, nas je za en teden zrinil s prvega mesta, vendar smo se naslednji teden vrnili na vrh.« V Severni Ameriki je film prinesel 210,61 milijona dolarjev zaslužka, v tujini pa še 178,5 milijona, kar je skupno zneslo 389,1 milijona dolarjev po vsem svetu. Nazaj v prihodnost se je uvrstil na 4. mesto na lestvici filmov, ki so leta 1985 v prvem tednu zaslužili največ, bil pa je glede na dohodek najbolj donosen film leta. Na strani Box Office Mojo so ocenili, da so za ogled filma v ZDA prodali več kot 59 milijonov vstopnic.

### Odziv kritikov
Po podatkih spletne strani Rotten Tomatoes je 96 % kritikov filmu dalo pozitivno oceno na podlagi 77 recenzij. Povprečna ocena znaša 8,71 od 10. Konsenz na tem spletnem mestu se glasi, da gre za inovativen, zabaven in dih jemajoč film, ki je vrtoglava pustolovščina o potovanju skozi čas z nepozabnim duhom. Na spletni strani Metacritic je film prejel povprečno oceno 87 na podlagi 12 ocen, kar kaže na splošno sprejetost filma.
Roger Ebert iz Chicago Sun-Timesa je zapisal, da ima občutek, da Nazaj v prihodnost obravnava podobno tematiko kot filmi Franka Capre, predvsem It's a Wonderful Life. Komentiral je tudi, da je producent Steven Spielberg prevzel veliko avtentične preteklosti klasičnega hollywoodskega filma in uskladil pravega režiserja (Roberta Zemeckisa) s pravim projektom. Film je ocenil s tremi zvezdicami in pol od štirih. Janet Maslin iz New York Timesa je bila mnenja, da ima film uravnoteženo zgodbo in da predstavlja kinematografsko izumljanje humorja in zgodb za vse čase. Christopher Null, ki je film prvič gledal kot najstnik, ga je označil za najpomembnejši trenutek iz osemdesetih let prejšnjega stoletja, ki združuje znanstveno fantastiko, akcijo, komedijo in romantiko v popoln majhen paket tako za otroke, kot tudi za odrasle. Dave Kehr iz Chicago Readerja je menil, da sta Gale in Zemeckis napisala scenarij, ki je popolnoma uravnotežil znanstveno fantastiko, resnost in humor. Uredniki časopisa Variety so hvalili igralce, izpostavili so, da sta Fox in Lloyd prijateljstvo Martyja in Doca Browna prežela s kakovostjo in jih spomnila na odnos med kraljem Arturjem in Merlinom. Pri BBC Newsu so pohvalili prefinjenost scenarija, ki je bil po njihovem mnenju izjemno izveden, pri tem pa so poudarili, da nihče ne pove ničesar, kar kasneje za zaplet ne bi bilo pomembno. Dennis Fischer iz Cinefantastique je filmu podelil štiri zvezdice od petih in ga označil za instantno klasiko. Nazaj v prihodnost se je pojavil tudi na seznamu najboljših 10 filmov leta 1985, ki ga je oblikoval filmski kritik Gene Siskel.

### Nagrade in nominacije
Na 58. podelitvi oskarjev je bil film Nazaj v prihodnost nagrajen za najboljšo montažo zvočnih učinkov, Zemeckis in Gale sta bila nominirana za najboljši originalni scenarij, pesem The Power of Love pa je bila nominirana za najboljšo izvirno skladbo. Bill Varney, B. Tennyson Sebastian II, Robert Thirlwell in William B. Kaplan so bili nomirani za najboljše mešanje zvoka. Film je prejel tudi nagrado hugo za najboljšo dramsko uprizoritev in nagrado Saturn za najboljši znanstvenofantastični film. Saturna so prejeli tudi Michael J. Fox in oblikovalci vizualnih učinkov. V različnih kategorijah so bili nominirani še Zemeckis, skladatelj Alan Silvestri, kostumografi in stranski igralci Christopher Lloyd, Lea Thompson, Crispin Glover in Thomas F. Wilson. Film je prejel tudi več nominacij na 39. podelitvi nagrad BAFTA, vključno za najboljši film, originalni scenarij, vizualne učinke, produkcijsko oblikovanje in montažo. Na 43. podelitvi zlatih globusov je bil film nominiran za najboljši film (muzikal ali komedijo), originalno pesem (The Power of Love), igralca v muzikalu ali komediji (Fox) in scenarij (Zemeckis in Gale).

## Zapuščina
Ameriški predsednik Ronald Reagan je bil velik oboževalec filma. Navedel ga je tudi v svojem govoru v kongresu leta 1986, ko je povedal: »Nikoli ni bilo bolj razburljivega časa za življenje, časa za čudeže in junaške dosežke. Kot so rekli v filmu Nazaj v prihodnost: 'Tja, kamor gremo, ne potrebujemo ceste.'« Ko je prvič videl v filmu šalo o tem, da je postal predsednik, je naročil delavcem v gledališču, naj ustavijo kolut, film prevrtijo nazaj in ga znova predvajajo.
Film je uvrščen na 28. mesto najuspešnejših srednješolskih filmov. Leta 2008 so ga bralci revije Empire postavili na 23. mesto na seznamu najboljših filmov vseh časov. Podobno je bil uvrščen tudi na seznamu najboljših 1000 filmov, ki ga je objavil The New York Times. Januarja 2010 ga je Total Film vključil na svoj seznam 100 najboljših filmov vseh časov. Leta 2007 ga je Kongresna knjižnica izbrala za hrambo v Narodnem filmskem registru kot kulturno, zgodovinsko ali estetsko pomembni film. Leta 2006 je združenje Writers Guild of America scenarij za ta film razglasilo za 56. najboljši scenarij vseh časov.
Junija 2008 je Ameriški filmski inštitut predstavil seznam AFI's 10 Top 10, na katerem je 10 najboljših filmov v desetih klasičnih ameriških filmskih žanrih, ki so ga oblikovali po glasovanju okoli 1500 ljudi iz filmske industrije. Nazaj v prihodnost je bil naveden kot 10. najboljši film v žanru znanstvene fantastike.
Za 30. obletnico filma leta 2015 so pričeli z oblikovanjem muzikal različice Nazaj v prihodnost, ki bi naj premiero doživela v londonskem gledališču West End. Zemeckis in Gale sta se ponovno združila za oblikovanje scenarija, glasbo pa bi naj prispevala Silvestri in Glen Ballard. Produkcija se je zavlekla in premiera je bila večkrat prestavljena. Kot končni datum se je nato določil 20. februar 2020.
Scene, ki prikazujejo Martyja McFlyja med rolkanjem, so bile posnete pred pravim začetkom razvoja subkulture rolkarjev, zato se meni, da ima prav film Nazaj v prihodnost zasluge za njen razvoj. Tudi v promocijskih gradivih in intervjujih poklicni rolkarji navajajo film kot navdih za začetek ukvarjanja s tem in prepoznavo v javnosti.
Nazaj v prihodnost je tudi na 10. mestu na seznamu televizijskega kanala Film4 50 filmov, ki jih morate videti, preden umrete.

## Nadaljevanji
Uspeh filma je ustvarjalce vzpodbudil, da so posneli dve filmski nadaljevanji: Nazaj v prihodnost 2 in Nazaj v prihodnost 3.
Drugi del je izšel 22. novembra 1989 in je bil po prihodkih in kritikah podobno uspešen kot prvi del, saj je postal film s tretjimi najvišjimi prihodki v letu. Drugi del se začne tam, kjer se je prvi del zaključil. Marty in Doc odpotujeta v prihodnost v leto 2015, vmes pa se mora vračati v leto 1985 in 1955, ob tem pa paziti, da ne sreča samega sebe iz prvega filma. Drugi del je vzbudil zanimanje zaradi vizije leta 2015 in napovedi tehnologije, kot so leteče rolke.
V tretjem delu, ki je izšel 25. maja 1990, Marty odpotuje v leto 1885, da bi rešil Doca, ki je obstal v času. Film je bil finančno manj uspešen kot predhodnika, čeprav so ga kritiki sprejeli bolje kot drugi del.

## V popularni kulturi
V romanu in filmski adaptaciji tega dela Ready Player One pisatelja Ernesta Clinea se glavni junak prevaža z avtomobilom DeLorean iz filmov Nazaj v prihodnost. V tretji sezoni Netflixove serije Stranger Things so se ustvarjalci poklonili trilogiji Nazaj v prihodnost z več prizori. Osrednja istoimenska lika animirane televizijske serije Rick in Morty sta nastala po vzoru Doca Browna in Martyja McFlyja.